# Shawn Jordan
Shawn Jordan (El Paso, 21 de outubro de 1984) é um lutador norte-americano de artes marciais mistas e ex-jogador universitário de futebol americano.

## Carreira no MMA

### Começo da carreira
Jordan fez sua estreia amadora no MMA em Fevereiro de 2008 e perdeu. Ele retornou em Janeiro de 2009 com uma vitória por nocaute técnico.
Ele fez sua estreia profissional no MMA em Maio de 2009 na promoção do Bellator Fighting Championships e venceu a luta. Ele competiu em outras várias outras promoções nos outros três anos, acumulando o recorde de 11 vitórias e 2 derrotas antes de assinar com o Strikeforce.

### Strikeforce
Jordan estreou na promoção em 22 de Junho de 2011, e perdeu por decisão unânime para Devin Cole. Três meses depois Jordan enfrentou Lavar Johnson, e venceu por finalização no segundo round.
Com o fim da divisão dos Pesados do Strikeforce, Jordan foi um dos primeiros nomes anunciados para fazer à transição com o UFC.

### Ultimate Fighting Championship
Jordan fez sua estreia oficial no UFC contra o estreante Oli Thompson no UFC on FX: Alves vs. Kampmann. Ele venceu por nocaute técnico no segundo round após dominar a luta na trocação.
Em sua segunda luta no UFC, Jordan substituiu o lesionado Antônio Rodrigo Nogueira para enfrentar Cheick Kongo em 21 de Julho de 2012 no UFC 149. Ele perdeu por decisão unânime.
Jordan enfrentou Mike Russow em 26 de Janeiro de 2013 no UFC on Fox: Johnson vs. Dodson. Após perder o primeiro round para Russow, Jordan foi capaz de chegar na montada e aplicou socos até o árbitro interromper a luta por nocaute técnico no segundo round.
Jordan enfrentou Pat Barry em 15 de Junho de 2013 no UFC 161. Jordan venceu por nocaute técnico em um minuto do primeiro round. Sua performance lhe rendeu o bônus de Nocaute da Noite.
Jordan enfrentou o veterano do UFC, o brasileiro Gabriel Gonzaga em 19 de Outubro de 2013 no UFC 166. Ele perdeu por nocaute técnico no primeiro round.
Jordan enfrentou Matt Mitrione em 1 de Março de 2014 no UFC Fight Night: Kim vs. Hathaway. Ele perdeu por nocaute no primeiro round.
Jordan enfrentou Jack May em 16 de Agosto de 2014 no UFC Fight Night: Bader vs. St. Preux e venceu por nocaute técnico no segundo round.
Shawn enfrentou o estreante no UFC Jared Cannonier em 3 de Janeiro de 2015 no UFC 182 e o venceu por nocaute no primeiro round.
Jordan enfrentou Derrick Lewis em 6 de Junho de 2015 no UFC Fight Night: Boetsch vs. Henderson, em uma revanche da luta que venceu por decisão unânime em 2010. Ele novamente saiu vencedor, dessa vez por nocaute técnico com menos de um minuto do segundo round.
Jordan enfrentou o russo Ruslan Magomedov em 3 de Outubro de 2015 no UFC 192 e foi derrotado por decisão unânime.

## Cartel no MMA
| Cartel no MMA   |             |            |
| 26 lutas        | 19 vitórias | 7 derrotas |
| Por nocaute     | 15          | 4          |
| Por finalização | 3           | 0          |
| Por decisão     | 1           | 3          |

| Res.    | Cartel | Oponente         | Método                    | Evento                                            | Data       | Round | Tempo | Local                     | Notas                              |
| ------- | ------ | ---------------- | ------------------------- | ------------------------------------------------- | ---------- | ----- | ----- | ------------------------- | ---------------------------------- |
| Derrota | 19-8   | Blagoy Ivanov    | Nocaute Técnico (socos)   | WSOF 35                                           | 18/03/2017 | 1     | 1:43  | Verona, Nova Iorque       | Pelo Cinturão Peso Pesado do WSOF. |
| Vitória | 19-7   | Ashley Gooch     | TKO (socos)               | World Series of Fighting 33: Branch vs. Magalhães | 07/10/2016 | 1     | 4:40  | Kansas City, Missouri     | Estreia no WSOF.                   |
| Derrota | 18-7   | Ruslan Magomedov | Decisão (unânime)         | UFC 192: Cormier vs. Gustafsson                   | 03/10/2015 | 3     | 5:00  | Houston, Texas            |                                    |
| Vitória | 18-6   | Derrick Lewis    | TKO (chute e socos)       | UFC Fight Night: Boetsch vs. Henderson            | 06/06/2015 | 2     | 0:48  | New Orleans, Louisiana    | Performance da Noite.              |
| Vitória | 17-6   | Jared Cannonier  | KO (socos)                | UFC 182: Jones vs. Cormier                        | 03/01/2015 | 1     | 2:57  | Las Vegas, Nevada         | Performance da Noite.              |
| Vitória | 16-6   | Jack May         | TKO (socos)               | UFC Fight Night: Bader vs. St. Preux              | 16/08/2014 | 3     | 2:03  | Bangor, Maine             |                                    |
| Derrota | 15-6   | Matt Mitrione    | Nocaute (socos)           | UFC Fight Night: Kim vs. Hathaway                 | 01/03/2014 | 1     | 4:59  | Cotai                     |                                    |
| Derrota | 15-5   | Gabriel Gonzaga  | TKO (socos)               | UFC 166: Velasquez vs. dos Santos III             | 19/10/2013 | 1     | 1:33  | Houston, Texas            |                                    |
| Vitória | 15-4   | Pat Barry        | TKO (socos)               | UFC 161: Evans vs. Henderson                      | 15/06/2013 | 1     | 0:59  | Winnipeg, Manitoba        | Nocaute da Noite.                  |
| Vitória | 14–4   | Mike Russow      | TKO (socos)               | UFC on Fox: Johnson vs. Dodson                    | 26/01/2013 | 2     | 3:48  | Chicago, Illinois         |                                    |
| Derrota | 13–4   | Cheick Kongo     | Decisão (unânime)         | UFC 149: Faber vs. Barão                          | 21/07/2012 | 3     | 5:00  | Calgary, Alberta          |                                    |
| Vitória | 13–3   | Oli Thompson     | TKO (joelhada e socos)    | UFC on FX: Alves vs. Kampmann                     | 03/03/2012 | 2     | 3:53  | Sydney                    |                                    |
| Vitória | 12–3   | Lavar Johnson    | Finalização (keylock)     | Strikeforce Challengers: Larkin vs. Rossborough   | 23/09/2011 | 2     | 3:08  | Las Vegas, Nevada         |                                    |
| Derrota | 11–3   | Devin Cole       | Decisão (unânime)         | Strikeforce Challengers: Voelker vs. Bowling III  | 22/07/2011 | 3     | 5:00  | Las Vegas, Nevada         |                                    |
| Vitória | 11–2   | Kendrick Watkins | TKO (socos)               | Gladiator Promotions - Summer Knockouts           | 16/07/2011 | 1     | 0:19  | Denham Springs, Louisiana |                                    |
| Vitória | 10–2   | John Hill        | TKO (socos e cotoveladas) | Bellator 45                                       | 21/05/2011 | 1     | 1:56  | Lake Charles, Louisiana   |                                    |
| Derrota | 9–2    | Mark Holata      | Nocaute (soco)            | Bellator 31                                       | 30/09/2010 | 1     | 1:13  | Lake Charles, Louisiana   |                                    |
| Vitória | 9–1    | James Hall       | Finalização               | USA MMA - Stacked                                 | 31/07/2010 | 1     | 0:45  | Baton Rouge, Louisiana    |                                    |
| Vitória | 8–1    | Derrick Lewis    | Decisão (unânime)         | Cajun Fighting Championships - Full Force         | 25/06/2010 | 3     | 5:00  | Lafayette, Louisiana      |                                    |
| Vitória | 7–1    | Kendrick Watkins | Nocaute (socos)           | MMA Fight Force - The Final Chapter               | 28/05/2010 | 1     | 0:37  | Baton Rouge, Louisiana    |                                    |
| Vitória | 6–1    | Doug Williams    | TKO (socos)               | Bellator 18                                       | 13/05/2010 | 1     | 0:19  | Monroe, Louisiana         |                                    |
| Vitória | 5–1    | Marcus Kaiser    | TKO (socos)               | No Love Entertainment - War and Wheels            | 23/01/2010 | 1     | 0:54  | New Orleans, Louisiana    |                                    |
| Vitória | 4–1    | Corey Salter     | TKO (socos)               | USA MMA - Louisiana vs. Florida                   | 09/10/2009 | 1     | 3:18  | Baton Rouge, Louisiana    |                                    |
| Derrota | 3–1    | Kenny Garner     | Nocaute (socos)           | Atlas Fights - Cage Rage 2                        | 06/09/2009 | 1     | 0:51  | Biloxi, Mississippi       |                                    |
| Vitória | 3–0    | Carlton Haselrig | TKO (socos)               | UCFC - Rumble on the Rivers                       | 27/06/2009 | 1     | 2:57  | Pittsburgh, Pennsylvania  |                                    |
| Vitória | 2–0    | Mahsea Bolea     | Nocaute (soco)            | Raging Wolf 4 - Defiance                          | 13/06/2009 | 2     | 1:02  | Irving, New York          |                                    |
| Vitória | 1–0    | Jayme Mckinney   | Finalização (katagatame)  | Bellator 9                                        | 29/05/2009 | 2     | 1:39  | Monroe, Louisiana         |                                    |